# Bunești (okręg Ardżesz)
Bunești – wieś w Rumunii, w okręgu Ardżesz, w gminie Cotmeana. W 2011 roku liczyła 95 mieszkańców.